# Hilda Petrie
Lady Hilda Mary Isabel Petrie, geboortenaam Urlin (Dublin, 8 juni 1871 – Londen, 23 november 1956) was een Britse archeologe, tekenares en egyptologe. Vanaf haar huwelijk op 25-jarige leeftijd tot de dood van haar echtgenoot werkte ze in partnerschap met William Flinders Petrie. Samen deden zij opgravingen van talloze vindplaatsen in Egypte en Palestina. Soms leidde Hilda alleen de opgravingen. Zij produceerde (vaak onder moeilijke en gevaarlijke omstandigheden) kopieën van reliëfs en schilderingen, opgravingsplattegronden en werkverslagen voor de Egypt Exploration Fund. Vanaf de oprichting van de British School of Archaeology in Egypt in Londen (1905) werkte zij als secretaris en fondsenwerver voor de School en zijn opgravingen. Hilda nam gedurende haar hele getrouwde leven deel aan archeologische expedities en surveys, behalve tijdens de kindertijd van haar zoon en dochter. Zij publiceerde en gaf lezingen over haar werk.

## Familie en jeugdjaren
Hilda Mary Isabel Urlin werd in 1871 geboren in Dublin als de jongste van de vijf dochters van (Richard) Denny Urlin (1830-1907) en Mary Elizabeth Urlin (geboortenaam Addis; 1829-1922), een Engels echtpaar dat al lang in Ierland woonde. Toen zij vier jaar was verhuisde het gezin terug naar Londen. Daar werd ze opgevoed door een gouvernante samen met kinderen van ongeveer dezelfde leeftijd. Toen ze iets ouder was maakte ze vaak fietstochten met haar vriendin Beatrice Orme. Zij verkenden het platteland, bezochten oude kerken en maakten er schetsen van, en maakten afwrijfsels van metalen reliëfs. Een andere jeugdvriendin was de latere wiskundige Philippa Fawcett, wier moeder Millicent Fawcett een bekende activiste voor het vrouwenkiesrecht was.
In eerste instantie prefereerde Hilda Urlin het platteland boven het leven in de stad, maar toen ze wat ouder werd kreeg ze interesse voor de musea en kunstgalerieën in Londen. Als tiener werd ze beschouwd als aantrekkelijk; ze stond model voor de schilder Henry Holiday en verschijnt op twee van zijn veel geëxposeerde schilderijen als jong meisje. Ze studeerde aan King's College London, waar ze de geologiecolleges van professor Seeley volgde, en begaf zich op veldexcursies uitgerust met notitieboek en hamer. Ook volgde ze lessen in het tekenen van facsimiles, waarin ze zeer talentvol bleek.
Op 25-jarige leeftijd werd ze door Henry Holiday voorgesteld aan William Flinders Petrie (1853-1942), hoogleraar egyptologie aan het University College London. Deze was op zoek naar iemand die nauwkeurige kopieën kon maken van oud-Egyptische afbeeldingen. De kennismaking leidde, ondanks haar aanvankelijke aarzeling vanwege hun leeftijdsverschil, tot hun huwelijk op 26 november 1896.
Het echtpaar Petrie kreeg twee kinderen, John (1907-1972) en Ann (1909-1989), en woonde op Cannon Place nr. 5 in de wijk Hampstead in Londen. Het huis is gemarkeerd met een blauwe plaquette van English Heritage die William Flinders Petrie noemt. In 1957 overleed Hilda Petrie in het University College Hospital, vlak bij de plek waar zij en haar echtgenoot jarenlang hadden gewerkt aan het eerste archeologische opleidingsinstituut van Engeland, dat zij hadden gesticht.

## Archeologisch werk

### Opgravingen in Egypte
Op de ochtend na hun huwelijk vertrokken de Petries naar Egypte; voor Hilda was het de eerste reis naar dit land. Ze brachten een paar dagen door in Caïro en bezochten o.a. Giza. Daarna reisden ze naar Opper-Egypte om voor de Egypt Exploration Fund opgravingen te verrichten in het grafveld achter de tempel van Dendera.
Tijdens de opgravingscampagne werkte Petrie in de diepe grafschachten die werden blootgelegd. Ze klom aan een touwladder naar beneden om ondergrondse afbeeldingen en inscripties te kopiëren. Om een lange inscriptie (ca. 20.000 hiërogliefen) op een sarcofaag te kopiëren lag ze dagenlang op de grond. Verder tekende ze aardewerkprofielen, kralen, scarabeeën en kleine opgravingsvondsten. Soms schreef ze ook de dagverslagen die wekelijks naar het Comité in Londen werden verzonden als voortgangsrapport, en ze assisteerde Flinders Petrie bij het schrijven van de opgravingsrapporten. Het organiseren van de huishoudelijke kant van de expeditie behoorde niet tot haar taken – dit deed Flinders Petrie zoals hij al jaren gewend was, waarbij er van de opgravers werd verwacht dat ze leefden op conserven en scheepsbeschuit. 
Tijdens de opgravingen van de grafvelden van Abadiyah en Hiw assisteerde Petrie bij de survey van de vindplaatsen. Ze gebruikte vergelijkingsmateriaal uit Naqada om de vormen van aardewerk, paletten en vuursteen te identificeren. Zodra Flinders Petrie de vondsten op de plattegrond had genoteerd, bracht Petrie op elke vondst het nummer aan van het graf waarin het was gevonden. Haar werk werd door Flinders Petrie genoemd in de inleiding van het opgravingsrapport: "Mijn echtgenote was er de hele tijd bij, en hielp met het surveyen, catalogiseren en markeren van de objecten. Ze maakte ook alle grafplattegronden die in dit volume worden gepubliceerd." Petrie werkte ook in seizoen 1898-1899 verder in deze grafvelden, waarbij ze bijna alle aardewerkmarkeringen tekende en de platen voor de publicatie klaarmaakte, naast het doorlopende werk van de registratie van aardewerk en andere vondsten en het nummeren van skeletten. De Petries maakten samen een plattegrond van het fort.
In de winter van 1902, hun laatste opgravingsseizoen in Abydos, kreeg Petrie de leiding over een eigen opgraving. Het team bestond verder uit de archeologe Margaret Murray en de tekenares Winifred Freda Hansard. Het seizoen tevoren was achter de tempel van Seti I de kennelijke toegang tot een enorm ondergronds graf ontdekt. Petrie en haar team probeerden in een moeilijke en gevaarlijke opgraving de vondst verder vrij te leggen. Er moest een diepe put gegraven worden en er was constant gevaar dat de putwanden zouden instorten. Als het waaide, liepen de arbeiders het risico bedolven te worden onder los zand en vallende steenblokken. Uiteindelijk moest het werk afgebroken worden. Flinders Petrie noemt Petries bijdrage aan het werk als volgt in zijn rapport aan de Egypt Exploration Fund: "Mijn echtgenote was gedurende het hele seizoen nauw betrokken bij alle tekenwerk; vooral het langdradige natekenen van bijna 400 vuurstenen objecten en het maken van nauwkeurige facsimiles van inscripties."
In 1904 werkten de Petries in Ihnasya; Hilda produceerde bijna de helft van alle platen in het opgravingsrapport en bracht een bezoek aan Boeto. Het jaar erna bracht ze het opgravingsseizoen door in Saqqara, waar ze reliëfs kopieerde in Ouderijksgraven, net als Margaret Murray het jaar ervoor had gedaan. Vanuit Saqqara reisde ze naar de Sinaï om zich bij Flinders Petrie en Lina Eckenstein te voegen in Sarabit al-Khadim. In en rond de tempel vonden ze grote hoeveelheden voorwerpen, beelden en stèles met inscripties. Sommige inscripties waren in het tot dan toe onbekende Sinaïtische schrift, en Petries werk als kopiiste kwam uitstekend van pas. Petrie en Eckenstein ondernamen een reis door de Sinaï vergezeld door slechts één gids. Eckenstein schreef later verschillende boeken over haar tijd in de Sinaï.

### British School of Archaeology in Egypt, Londen
In 1905 stichtte Flinders Petrie de British School of Archaeology in Egypt, een archeologisch onderzoeks- en opleidingsinstituut gevestigd in Londen. In deze tijd werden ook de twee kinderen van het echtpaar Petrie geboren. Hilda Petrie werkte vanaf de oprichting van de School als secretaris en fondsenwerver. Ze schreef zeer veel prominente en welgestelde personen aan met het verzoek om begunstiger te worden. Verder was ze verantwoordelijk voor publicaties van de School en gaf lezingen in Londen en elders in het Verenigd Koninkrijk.

### Verdere opgravingen in Egypte
Petrie werkte vanaf januari 1913 weer jaarlijks op de opgravingen van haar echtgenoot. In 1913 was dat in Kafr Ammar. In het nabijgelegen Riqqeh waren drie graven uit de Twaalfde Dynastie gevonden met schilderingen die dringend gekopieerd moesten worden. Dit was weer moeilijk en gevaarlijk werk. Petrie publiceerde een hoofdstuk in het opgravingsverslag over de graven met kopieën van de schilderingen op de wanden en sarcofagen.

### Eerste Wereldoorlog
Na het uitbreken van de Eerste Wereldoorlog in 1914 werkte Petrie voor verschillende vrouwenorganisaties. Ze zette onder andere haar ervaring in de fondsenwerving in als honorair secretaris van de Scottish Women's Hospitals for Foreign Service, die hospitaaldiensten voorzag voor o.a. de First Serbian Volunteer Division. Hiervoor ontving ze later de Servische Orde van Sint-Sava. De Petries onderzochten in deze periode ook prehistorische tekeningen in de krijtbodem in het Verenigd Koninkrijk.
In 1919 hervatten de Petries hun opgravingen in Egypte. In het opgravingsseizoen van 1921 groef Hilda Petrie een Koptische hermitage op in de heuvels ten westen van Abydos. Ze publiceerde de plattegronden, tekeningen en beschrijving van de grot in het opgravingsverslag van dat jaar.

### Opgravingen in Palestina
Vanaf 1926 deden de Petries opgravingen in Palestina, vanwege restricties in Egypte op het opgraven van menselijke resten en het verbod op export van oudheden (ingesteld na de ontdekking van het graf van Toetanchamon in 1922). Hilda Petrie organiseerde en leidde het opgravingsseizoen in Gaza van 1926-1927, maar bracht de volgende drie jaar voornamelijk door in Engeland. Ze probeerde fondsen te werven voor het archeologische werk in Palestina, dat helaas niet dezelfde aantrekkingskracht op financiers had als de opgravingen in Egypte.
Het laatste opgravingsseizoen van de Petries in Gaza was in 1931 op de heuvel Tall al-Ajjul, een vindplaats die naar verwachting nog jaren werk zou opleveren. Spanningen leidden er echter toe dat de opgravingen hier niet voortgezet konden worden.
Na het emeritaat van Flinders Petrie in 1933 verhuisde het echtpaar naar Jeruzalem. Ze woonden in de British School of Archaeology in Jerusalem, die tijdelijk zijn hoofdkwartier had in de American School of Oriental Research. Van hieruit deden ze tussen 1935 en 1937 opgravingen in Sheikh Zuweid, de plaats van een Egyptisch grensfort. De opgraving die voor 1939 was gepland werd afgeblazen nadat rovers hun kamp aanvielen en plunderden.

### Tweede Wereldoorlog en later
Flinders Petrie overleed op 29 juli 1942 en werd begraven in Jeruzalem. Hilda Petrie verbleef tot het einde van de oorlog in de American School, waar ze werkte aan zijn opgravingsarchief. Ze had besloten de papieren en zijn boeken te doneren aan de nieuw opgerichte bibliotheek van de Oudheidkundige Dienst in Khartoem.  
In 1947 keerde Petrie terug naar Hampstead. Ze wikkelde de zaken van de British School of Archaeology in Egypt af, die in 1954 werd opgeheven. In 1952 kon ze eindelijk de grafreliëfs publiceren die ze in 1905 in Saqqara had gekopieerd. Hilda Petrie overleed in 1957 en werd begraven op de christelijke begraafplaats op de berg Zion in Jeruzalem.

## Publicaties (keuze)
- Egyptian Hieroglyphs of the first and second dynasties, drawn by Hilda Petrie. Quaritch, London 1927.
- Side Notes on the Bible: From Flinders Petrie's Discoveries. Search Publishing Company Limited, London 1933.
- Seven Memphite tomb chapels. Inscriptions by Margaret A. Murray. Drawings by F. Hansard, F. Kingsford, and L. Eckenstein. Drawings and plans by H.F. Petrie. British School of Archaeology in Egypt/Quaritch, London 1952.

## Trivia
Petries echtgenoot voegde Flinders, de achternaam van zijn grootmoeder, toe aan zijn achternaam. Hij wordt meestal aangeduid als William Matthew Flinders Petrie of W.M.F. Petrie; Hilda refereerde wel aan hem als Flinders. Hilda wordt zowel Hilda Petrie, Hilda Flinders Petrie als H.F. Petrie genoemd. In 1923 werd Flinders Petrie geridderd voor zijn bijdragen aan de archeologie; vanaf dat moment mocht het echtpaar de titels Sir en Lady voeren.
- Bibsys: 4062385
- Bibliothèque nationale de France: cb15809695k (data)
- CiNii: DA17798045
- Stuttgart Database of Scientific Illustrators 1450–1950: 13211
- Gemeinsame Normdatei: 117702560
- International Standard Name Identifier: 0000 0001 1604 6378
- Library of Congress Control Number: no00081523
- Nationale bibliotheek van Australië: 56963719
- Nationale Bibliotheek van Israël: 987007285136705171
- Nederlandse Thesaurus van Auteursnamen: 113528205
- Système universitaire de documentation: 081585667
- Virtual International Authority File: 20013381
- WorldCat: E39PBJjMCG78DDrx3qWp89RdwC